# HD 116649
HD 116649 é uma estrela da constelação de Centauro.
Trata-se de uma estrela observável preferencialmente no hemisfério austral, devido a sua posição - J2000  RA: 13h25m44.76s  DE:  -47º49´08.5". Se estiver em local favorável, pode observá-la com um binóculo 10X50, ou de abertura superior, pois sua magnitude de 7.58 a torna um objeto muito pálido.
Esta estrela, ainda, pertence ao aglomerado globular Ômega Centauri, ambos localizados a 17.000 anos-luz da Terra, e apesar do seu fraco brilho, trata-se de uma gigante branca (classe espectral A0), brilhando centenas de milhares de vezes mais forte que o nosso Sol.